# فراترکیب
فراترکیب تحقیقی، متاسنتز تحقیقی یا سنتز تحقیقی (به انگلیسی:Research synthesis)، فرایند ترکیب نتایج چندین مطالعه دست اولی با هدف آزمایش یک فرضیه مفهومی است. این روش ممکن است برای تحقیقات کمی یا کیفی استفاده شود. اهداف کلی آن این است که یافته‌های حاصل از چندین مطالعه مختلف را قابل تعمیم تر و کاربردی تر کند.
هدف این روش تولید دانش جدید با ترکیب و مقایسه نتایج مطالعات متعدد در یک موضوع معین است. یک رویکرد استفاده از روش مرور سیستماتیک است.

## تکنیک‌ها
فراتحلیل تکنیک ارجح سنتز تحقیقات کمی در بسیاری از زمینه‌ها مانند علوم پزشکی است. این تکنیک گاهی می‌تواند به‌طور دقیق یک اثر کلی را تخمین بزند، اما زمانی که در مطالعات گنجانده شده با توجه به طراحی مطالعه، نوع شواهد، یا سایر ویژگی‌های کلیدی تفاوت وجود داشته باشد، ممکن است از محدودیت‌هایی رنج ببرد. روش‌های سنتز تحقیق کیفی شامل سنتز روایت و فراقوم نگاری است. سنتز روایت به محققان اجازه می‌دهد تا در بررسی خود به طیف وسیعی از سؤالات بپردازند، در حالی که فراقوم نگاری با هدف حفظ بافت فرهنگی که یافته‌های اصلی مطالعات گنجانده شده در آن ایجاد شده‌است، استفاده می‌شود. رویکرد سنتزی روایت به دلیل پتانسیل آن برای سوگیری، انتقاداتی را به خود جلب کرده‌است. ماهیت عینی‌گرا نبودن استفاده از این روش را برای نتیجه‌گیری علمی انتقاد اصلی به این روش است. همچنین شواهدی وجود دارد که مرورها با استفاده از رویکرد سنتز روایت اغلب از عدم شفافیت رنج می‌برند.